# Yucatánduva
Yucatánduva (Leptotila jamaicensis) är en fågel i familjen duvor inom ordningen duvfåglar. Den förekommer i östra Mexiko och delar av Karibien. Beståndet anses vara livskraftigt.

## Utseende
Yucatánduvan är svår att skilja från ljuspannad duva, men har vitt ansikte och ljusblå nacke. Liksom sina nära släktingar uppvisar den vita stjärthörn och rostrött på vingundersidan i flykten.

## Utbredning och systematik
Yucatánduvan hittas på norra Yucatánhalvön i Mexiko med utliggande öar, men även på andra öar i västra Karibien som Jamaica och Caymanöarna. Den  delas in i fyra underarter med följande utbredning:
- Leptotila jamaicensis gaumeri – förekommer i norra Yucatán, Isla Mujeres, Holbox Island, Cozumel och öarna utanför Honduras
- Leptotila jamaicensis collaris – förekommer på Caymanöarna
- Leptotila jamaicensis jamaicensis – förekommer på Jamaica
- Leptotila jamaicensis neoxena – förekommer på San Andrés (Karibiska havet utanför Nicaragua)

Arten är nära släkt med ljuspannad duva.

## Levnadssätt
Yucatánduvan är en skogslevande duva som liksom andra Leptotila-duvor lever ett tillbakadraget liv och hörs långt oftare än ses. Den kan ses promenera diskret utmed skuggiga vägkanter och stigar, framför allt i början och slutet av dagen.

## Status och hot
Arten har ett stort utbredningsområde, men tros minska i antal, dock inte tillräckligt kraftigt för att den ska betraktas som hotad. Internationella naturvårdsunionen IUCN listar arten som livskraftig (LC). Beståndet uppskattas till i storleksordningen 50 000 till en halv miljon vuxna individer.